# 新井祐子
新井祐子（あらい ゆうこ、1973年9月20日 - ）は、日本の女子フェンシングプレイヤーである。左利き。種目はフルーレ、エペ。現在は朝日大学フェンシング部の副部長兼総監督を務めている。日本女子フェンシング界を代表する選手の一人。

## 経歴
岐阜県本巣郡穂積町（現在の瑞穂市）出身。岐阜県立羽島北高等学校でフェンシングを始めた。日本女子体育大学卒業。
全日本選手権で9回もの個人種目優勝を果たしており（フルーレ5回、エペ4回）、これは女子選手中トップである。さらに1996年アトランタオリンピックではエペ個人で42位、久保紀子、田中奈々絵とのエペ団体で11位、2000年シドニーオリンピックの個人フルーレでは26位となった。
1999年アジア選手権大会のフルーレ団体で優勝している。
シドニーオリンピック後に代表を引退した。2001年に朝日大学に招かれ、2002年に創部の同大学フェンシング部で後進の指導に当たっている。